# Anopheles malefactor
Anopheles malefactor este o specie de țânțari din genul Anopheles, descrisă de Dyar și Frederick Knab în anul 1907.
Este endemică în Panama. Conform Catalogue of Life specia Anopheles malefactor nu are subspecii cunoscute.